# Sérgio Pinto
Sérgio Pinto (ur. 16 października 1980 w Vila Nova de Gaia) – niemiecki piłkarz pochodzenia portugalskiego występujący na pozycji pomocnika.

## Kariera
Pinto treningi rozpoczął w wieku 9 lat w FC Porto. W 1993 roku emigrował z rodziną do Niemiec. Tam kontynuował karierę juniorską w zespole TuS Haltern, a od 1995 roku grał w juniorach zespołu FC Schalke 04. W 1999 roku został włączony do jego pierwszej drużyny. W Bundeslidze zadebiutował 11 września 1999 roku w przegranym 2:3 pojedynku z Bayerem 04 Leverkusen. W sezonie 1999/2000 rozegrał 2 ligowe spotkania. Kolejne 2 sezony spędził w trzecioligowych rezerwach Schalke. Do jego pierwszego składu powrócił w 2002 roku. W barwach Schalke zagrał w sumie 23 razy.
W 2004 roku Pinto odszedł do Alemannii Akwizgran z 2. Bundesligi. Pierwszy ligowy mecz zaliczył tam 9 sierpnia 2004 roku przeciwko Eintrachtowi Frankfurt (1:1). W 2006 roku awansował z klubem do Bundesligi. 10 marca 2007 roku w wygranym 2:0 spotkaniu z Energie Cottbus strzelił pierwszego gola w Bundeslidze. W tym samym roku po spadku Alemannii do 2. Bundesligi, opuścił drużynę.
Latem 2007 roku Pinto podpisał kontrakt z pierwszoligowym Hannoverem 96. W meczu ligowym zadebiutował tam 11 sierpnia 2007 roku przeciwko Hamburgerowi SV (0:1).